# Phoenix Mercury 2016
La stagione 2016 delle Phoenix Mercury fu la 20ª nella WNBA per la franchigia.
Le Phoenix Mercury arrivarono quarte nella Western Conference con un record di 16-18. Nei play-off vinsero il primo turno con le Indiana Fever (1-0), il secondo turno con le New York Liberty (1-0), perdendo poi la semifinale con le Minnesota Lynx (3-0).

## Roster
| N° | Naz.                   | Ruolo | Sportivo          | Anno | Alt. | Peso |
| -- | ---------------------- | ----- | ----------------- | ---- | ---- | ---- |
| 3  | Stati Uniti (bandiera) | G     | Diana Taurasi     | 1982 | 183  | 78   |
| 4  | Stati Uniti (bandiera) | AC    | Candice Dupree    | 1984 | 188  | 73   |
| 5  | Serbia (bandiera)      | A     | Sonja Petrović    | 1989 | 188  | 77   |
| 8  | Stati Uniti (bandiera) | A     | Mistie Bass       | 1983 | 191  | 86   |
| 10 | Stati Uniti (bandiera) | G     | Lindsey Harding   | 1984 | 173  | 63   |
| 11 | Stati Uniti (bandiera) | G     | Courtney Williams | 1994 | 173  | 62   |
| 12 | Stati Uniti (bandiera) | GA    | Alex Harden       | 1993 | 183  | 78   |
| 13 | Australia (bandiera)   | A     | Penny Taylor      | 1981 | 185  | 75   |
| 20 | Stati Uniti (bandiera) | C     | Isabelle Harrison | 1993 | 191  | 83   |
| 21 | Canada (bandiera)      | G     | Nirra Fields      | 1993 | 175  | 72   |
| 21 | Spagna (bandiera)      | G     | Marta Xargay      | 1990 | 180  | 72   |
| 24 | Stati Uniti (bandiera) | G     | DeWanna Bonner    | 1987 | 193  | 62   |
| 42 | Stati Uniti (bandiera) | C     | Brittney Griner   | 1990 | 203  | 94   |
| 45 | Stati Uniti (bandiera) | AC    | Kelsey Bone       | 1991 | 193  | 98   |
| 45 | Stati Uniti (bandiera) | G     | Noelle Quinn      | 1985 | 183  | 81   |

## Staff tecnico
- Allenatore: Sandy Brondello
- Vice-allenatori: Julie Hairgrove, Todd Troxel
- Preparatore atletico: Tamara Poole
- Preparatore fisico: Kristine Foltz